# Golubinci
Golubinci (en serbe cyrillique : Голубинци) est une localité de Serbie située dans la province autonome de Voïvodine. Elle fait partie de la municipalité de Stara Pazova dans le district de Syrmie (Srem). Au recensement de 2011, elle comptait 4 678 habitants.
Golubinci est officiellement classé parmi les villages de Serbie.

## Histoire
- Le château dit "Šlos" a été habité par Maria Johanna dite Jeanette von Honrath épouse von Greth, 1er grand amour de Ludwig van Beethoven.

## Démographie

### Évolution historique de la population
| 1948  | 1953  | 1961  | 1971  | 1981  | 1991  | 2002  | 2011  |
| ----- | ----- | ----- | ----- | ----- | ----- | ----- | ----- |
| 4 724 | 4 763 | 4 821 | 4 741 | 4 510 | 4 497 | 5 129 | 4 678 |

|  |